# 摩訶大大将棋
摩訶大大将棋（まかだいだいしょうぎ）、または摩訶大将棋（まかだいしょうぎ・まかおおしょうぎ）は、将棋の一種であり、二人で行なうボードゲーム（盤上遊戯）の一種である。

## 概要
盤のマス目は19×19(19×16という説もある｡)、駒の枚数は大大将棋と同じく96枚、駒の種類は50種類。
成り駒も多くの駒が金将または「奔」が付いて今まで歩けた方向に走れるようになる、と規則性が高くなっている。成り駒でとくに強力なのは玉将の成駒（自在天王）、無明の成駒（法性、獅子+奔王）、提婆の成駒（教王、狛犬+奔王）である。その一方で、成って金将になることによって弱くなる駒も多い。
大将棋までにある駒はすべて含まれているが、大大将棋で新たに追加された駒は「狛犬・老鼠・夜叉・鉤行・左車・右車」の6種のみが採用されており、共通性が少ない。
工学者の高見友幸により「摩訶大大将棋を小型化したものが後の平安将棋ならびに本将棋であり、摩訶大大将棋こそが日本の将棋類の祖にあたるゲームである」「摩訶大大将棋は陰陽五行説をもとに構築されている」などとする説が唱えられている。しかし、この説は文化史・考古学の定説上では否定されている。

## ルール

### 基本ルール
- 縦横19マスずつに区切られた将棋盤の上で行う。
- 本将棋と異なり、自陣・敵陣というものはない。
- 競技者双方が交互に、盤上にある自分の駒を一回ずつ動かす（本将棋とは違い持ち駒という概念はない）。
- 駒は大将棋の全ての駒と大大将棋の一部の駒を含み50種類あり、それぞれ動きが決まっている。なお中将棋・大将棋・大大将棋と同じ駒は機能は同じだが、成り駒に違いがあるものが多い。
- 自分の駒を動かすとき、動く先に相手の駒があるとき、その駒を取ることができる。
- 奔王・龍王・龍馬以外の駒は成ることができるが、大大将棋と同じく、敵陣に入ったときではなく敵の駒を取ったとき成駒になる。従って盤上のどこでも成る可能性があり、自陣・敵陣の意味はない。成りは強制で、成らないことを選択することはできない。
- 本将棋とは違い、駒を捕獲し自らの持ち駒にできない。

### 初期配置図
| 香車 | 土将 | 石将 | 瓦将 | 鉄将 | 銅将 | 銀将 | 金将 | 無明 | 玉将 | 提婆 | 金将 | 銀将 | 銅将 | 鉄将 | 瓦将 | 石将 | 土将 | 香車 |
| 反車 |      | 猫刄 |      | 古猿 |      | 臥龍 | 猛豹 | 盲虎 | 醉象 | 盲虎 | 猛豹 | 蟠蛇 |      | 淮鶏 |      | 猫刄 |      | 反車 |
|      | 老鼠 |      | 嗔猪 |      | 盲熊 |      | 悪狼 | 鳳凰 | 獅子 | 麒麟 | 悪狼 |      | 盲熊 |      | 嗔猪 |      | 老鼠 |      |
| 驢馬 |      | 桂馬 |      | 猛牛 |      | 飛龍 | 夜叉 | 金剛 | 狛犬 | 力士 | 羅刹 | 飛龍 |      | 猛牛 |      | 桂馬 |      | 驢馬 |
| 飛車 | 右車 | 横行 | 横飛 | 竪行 | 角行 | 龍馬 | 龍王 | 鉤行 | 奔王 | 摩𩹄 | 龍王 | 龍馬 | 角行 | 竪行 | 横飛 | 横行 | 左車 | 飛車 |
| 歩兵 | 歩兵 | 歩兵 | 歩兵 | 歩兵 | 歩兵 | 歩兵 | 歩兵 | 歩兵 | 歩兵 | 歩兵 | 歩兵 | 歩兵 | 歩兵 | 歩兵 | 歩兵 | 歩兵 | 歩兵 | 歩兵 |
|      |      |      |      |      | 仲人 |      |      |      |      |      |      |      | 仲人 |      |      |      |      |      |
|      |      |      |      |      |      |      |      |      |      |      |      |      |      |      |      |      |      |      |
|      |      |      |      |      |      |      |      |      |      |      |      |      |      |      |      |      |      |      |
|      |      |      |      |      |      |      |      |      |      |      |      |      |      |      |      |      |      |      |
|      |      |      |      |      |      |      |      |      |      |      |      |      |      |      |      |      |      |      |
|      |      |      |      |      |      |      |      |      |      |      |      |      |      |      |      |      |      |      |
|      |      |      |      |      | 仲人 |      |      |      |      |      |      |      | 仲人 |      |      |      |      |      |
| 歩兵 | 歩兵 | 歩兵 | 歩兵 | 歩兵 | 歩兵 | 歩兵 | 歩兵 | 歩兵 | 歩兵 | 歩兵 | 歩兵 | 歩兵 | 歩兵 | 歩兵 | 歩兵 | 歩兵 | 歩兵 | 歩兵 |
| 飛車 | 左車 | 横行 | 横飛 | 竪行 | 角行 | 龍馬 | 龍王 | 摩𩹄 | 奔王 | 鉤行 | 龍王 | 龍馬 | 角行 | 竪行 | 横飛 | 横行 | 右車 | 飛車 |
| 驢馬 |      | 桂馬 |      | 猛牛 |      | 飛龍 | 羅刹 | 力士 | 狛犬 | 金剛 | 夜叉 | 飛龍 |      | 猛牛 |      | 桂馬 |      | 驢馬 |
|      | 老鼠 |      | 嗔猪 |      | 盲熊 |      | 悪狼 | 麒麟 | 獅子 | 鳳凰 | 悪狼 |      | 盲熊 |      | 嗔猪 |      | 老鼠 |      |
| 反車 |      | 猫刄 |      | 淮鶏 |      | 蟠蛇 | 猛豹 | 盲虎 | 醉象 | 盲虎 | 猛豹 | 臥龍 |      | 古猿 |      | 猫刄 |      | 反車 |
| 香車 | 土将 | 石将 | 瓦将 | 鉄将 | 銅将 | 銀将 | 金将 | 提婆 | 玉将 | 無明 | 金将 | 銀将 | 銅将 | 鉄将 | 瓦将 | 石将 | 土将 | 香車 |

『象棋六種之図式』では、初期配置の駒の並べ方が、以下のような頌となっている。
立馬略頌
玉醉獅犬奔王歩 提虎騏力摩𩹄歩
金豹悪羅龍王歩 銀蛇飛龍龍馬歩
銅将盲熊角歩仲 鐵鶏猛牛竪行歩
瓦将嗔猪横飛歩 石猫桂馬横行歩
土将老鼠左車歩 香反驢馬飛車歩
歩兵左右不レ替者 走馬與レ利立レ于レ端
鉤行龍龍角竪行 横飛横行右飛車
金夜飛龍牛桂驢 鳳悪盲熊嗔老鼠
虎豹臥龍猿猫反 無明金銀銅鐵将
瓦将石将土将香 南方相違對揚馬
提婆無明與レ王副 麒麟鳳皇獅子脇
金剛力士犬左右 鉤行摩𩹄龍王内
羅刹夜叉龍王下 臥龍蟠蛇銀将上
古猿淮鶏鐵将上 左右両車飛車内